# Lecanora chlorophaeodes
Lecanora chlorophaeodes är en lavart som beskrevs av Nyl. Lecanora chlorophaeodes ingår i släktet Lecanora och familjen Lecanoraceae.  Arten är reproducerande i Sverige. Inga underarter finns listade i Catalogue of Life.